# ノベルサウンズ
ノベルサウンズ（Novel Sounds）は日本の音楽レーベル・制作事務所。　本社は広島だが、東京にも出張所を持つ。
オーナーは広島在住の増井真太。　東京での代表代理は、レーベル所属ミュージシャンswimmingpoo1/Bertoiaのメンバーとして活動、およびラーメンラリーのオーナーとして活動する根岸たくみ。

## レーベルポリシー
- 商品ではなく、作品を発表する
- 文化事業としての義務を優先目的とする
- 都心部に依存しない、地方の音楽レーベルとして、後進にとっての前例を目指す

作品においては「実験性と普遍性を自然な形で同居させた作品」というコンセプトを重視している。
ジャンルにはこだわっていないが、結果としてラインナップには、シューゲイザー、ポストロック、エレクトロニカの比重が大きい。
また、レーベルオーナーの増井が個人の目標として掲げている事にもポリシーが表れているので、記載しておく。
- 「生活と共存する芸術」をテーマに活動中
- ノベルサウンズが活動する事それ自体が、自分達が生活・仕事をする地域への社会貢献になる、という状況を創ること。
- 所属作家が自身の描く目標に沿って活動し易い環境を創ること。

## 概要
2003年、広島出身在住の増井真太により設立。増井の前職は印刷工。
2006年、業界で初めての「音楽レーベルの営業業務のアウトソーシング」を発案・企画。spekk/plopレーベル（現ネイチャーブリス）のmondiiに相談を持ちかけ、自身のレーベルをモデルケースとして2007年に株式会社ネイチャーブリスと共同でそのシステムを構築・実現する。そのシステムの恩恵に与かったレーベルは多い。例えば、坂本龍一とエイベックスによるcommmons、ワールズ・エンド・ガールフレンドのVirgin Babylon Records、flauレーベルなど、多くのレーベルが、その後、このシステムを利用した。
2007年、matryoshkaのデビューアルバムを手掛け、タワーレコード・HMVの電子音楽部門での年間売上１位を記録する。
2008年、フランス、en:Qwartz Electronic Music Awards内の日仏交流150周年記念事業として企画された日本ブースを、spekk、plop、ネイチャーブリス、フライレックと共に担当する。帰国後、広島での日仏交流150周年記念祝賀会で祝賀演奏を担当する。
2009年、フランス、YŌKOSO!JAPAN（現ビジット・ジャパン・キャンペーン）の一環として開催された広島の文化10選展に音楽文化として出展。
その他の出展者は茶道の上田宗箇流、広島県無形文化財の金城一国斎など。
2013年、瀬戸内国際芸術祭の公式関連事業として「おとくち～香川県観音寺市～」をプロデュースおよびリリース。本作は日本で初めての「市」を音楽パッケージした芸術作品となる。（観音寺市観光協会公認）
2016年時点で42枚のCDをリリースしている。

## 制作事務所として
ビジネス面では制作事務所としての側面も持ち、
- 商業音楽制作（CMや楽曲提供など）、レコーディング・MIX・マスタリング業務（東京/広島）
- 印刷物制作、ホームページ制作、写真撮影
- 脚本制作、文章寄稿

など、所属作家の長所やプロ技能を活かした様々な業務を受託している。
著名な作家としては写真家の高西知泰、ミュージシャンとして所属する牧野圭祐は脚本家として活躍、東京の代表代理である根岸たくみはMy Bloody Valentineのキューブリックフィギュアをプロデュースしたりラーメンラリーという飲食ビジネスを展開し評価を得ている。

## アーティスト一覧
- us（アス）
- en:arca（アールカ）
- Anrietta（アンリエッタ）
- 岩本寛
- calmloop（カームループ）
- The Persimmons（ザ・パーシモンズ）
- en:joan cambon（ジョアン・カンボン）
- eznokka(エズノッカ)
- swimmingpoo1（スイミングプール）
- speaker gain teardrop（スピーカー・ゲイン・ティアードロップ）
- sue（スー）
- Toh-Sui（トースイ）
- bio tolva（ビオ・トルバ）
- fhenomina (フェノミナ）
- Flower Triangle（フラワートライアングル）
- play of colour（プレイ・オブ・カラー）
- HEADPHONES REMOTE（ヘッドフォンズ・リモート）
- Bertoia（ベルトイア）
- ポポポロ
- matryoshka（マトリョーシカ）
- little phrase（リトルフレーズ）

## 制作実績

### 楽曲制作・提供
- TOKYO FM　ドライバーズ・インフォ　BGM提供
- 東京大学　グローバルCOEプログラム「共生のための国際哲学教育研究センター」　映画「哲学への権利―国際哲学コレージュの軌跡」BGM提供　(監督：西山雄二）
- 漫画元気発動計画　BGM提供
- フードバンク広島あいあいねっと　企業イメージソング製作
- au×Carp　CM楽曲提供
- パセーラ　CM楽曲提供
- 信和不動産　CM楽曲提供
- 沼田自動車学校　CM楽曲提供
- エリンが挑戦! にほんごできます。　劇中曲提供
- ANDALUCIA SABOR　日本国ブース　映像用楽曲提供
- 浜尾京介　CD楽曲提供
- 廣瀬大介　CD楽曲提供
- 青山草太　DVD BGM提供
- 大河元気　DVD BGM提供
- 兼崎健太郎　DVD BGM提供
- 佐藤祐基　DVD BGM提供
- 徳山秀典　DVD BGM提供
- 野波浩　DVD BGM提供
- ハービー山口　DVD BGM提供
- 王様物語　swimmingpoo1「bitter sweet」MV収録

### 文章寄稿・執筆
- このマンガがすごい!　文章提供
- 中国新聞社　文章提供

### その他
- ヒューマンアカデミー広島校　非常勤講師派遣
- SETSTOCK　Tシャツデザイン
- まなみのりさ　ホームページ制作

## その他
地域振興に力を入れており、例えば、シルバー人材センターへの業務発注、広島イルミネーションへの協賛などをしている。
増井はアカデミックな方面では、音楽・マンガ・アニメなどのオタクコンテンツによる地域活性を研究しており、学会などで研究・論文の発表をしている。